# Gwiazdka (album)
Gwiazdka – czwarty album zespołu Mister Dex, wydany przez wytwórnię Blue Star w grudniu 1995. Znajduje się na nim 10 utworów, w tym 4 kolędy.

## Lista utworów

### Strona A
1. Gwiazdka (muz. i sł. Piotr Bechcicki)
2. Świąteczna piosenka (muz. i sł. Piotr Bechcicki)
3. Hej saneczki (muz. i sł. Piotr Bechcicki)
4. Dom (muz. i sł. Piotr Bechcicki)
5. Lililaj (muz. i sł. Piotr Bechcicki)

### Strona B
1. Pasterze (muz. i sł. tradycyjne)
2. Do Stajenki (muz. i sł. tradycyjne)
3. Śnieg (muz. i sł. Piotr Bechcicki)
4. Wśród nocnej ciszy (muz. i sł. tradycyjne)
5. Cicha noc (muz. i sł. tradycyjne)